# Gene Stratton-Porter
Gene Stratton-Porter (ur. 17 sierpnia 1863 w Lagro, zm. 6 grudnia 1924 w Los Angeles) – amerykańska pisarka i fotograf, specjalizująca się w zdjęciach natury. Jedna z pierwszych kobiet – założycielek wytwórni filmowej. Działaczka ekologiczna – swoją pozycję i zyski poświęciła na ochronę mokradeł m.in. Limberlost Swamp.
Jej powieści przeczytało ponad 50 milionów osób na świecie. Dzieła jej były wielokrotnie ekranizowane – "Motyle z Limberlost" (ang. A Girl of the Limberlost), aż czterokrotnie.

## Wybrane utwory
Powieści
- 1903: The Song of the Cardinal
- 1904: Freckles[3]
- 1907: At the Foot of the Rainbow
- 1909: A Girl of the Limberlost (wyd. pol. 1999 r., Motyle z Limberlost)[4]
- 1911: The Harvester
- 1913: Laddie
- 1915: Michael O'Halloran
- 1918: A Daughter of the Land
- 1921: Her Father's Daughter
- 1923: The White Flag
- 1925: The Keeper of the Bees
- 1927: The Magic Garden

Książki przyrodnicze
- 1907: What I Have Done with Birds
- 1909: Birds of the Bible
- 1910: Music of the Wild
- 1912: Moths of the Limberlost
- 1912: After the Flood
- 1914: Birds of the Limberlost
- 1919: Homing with the Birds
- 1923: Wings
- 1925: Tales You Won't Believe

Poezje i artykuły
- 1916: Morning Face
- 1922: The Fire Bird
- 1923: Jesus of the Emerald
- 1927: Let Us Highly Resolve
- 2007: Field o’ My Dreams: The Poetry of Gene-Stratton Porter